# Zvučni film
Zvučni film je izraz koji se koristi za filmove koji uz vizualni sadrže zvučni zapis. Danas su gotovo svi filmovi zvučni filmovi.
Iz toga razloga izraz zvučni film se danas uglavnom koristu u povijesnim kontekstu.
Prvi komercijalni zvučni film bio je Pjevač jazza iz 1927. godine. Uspjeh kod publike potaknuo je gotovo sve filmske studije širom svijeta na preuzimanje slične tehnologije.